# Pierre Perrier (scientifique)
Pour les articles homonymes, voir Pierre Perrier et Perrier.
Pierre Perrier, né le 30 juin 1935, est un ingénieur et écrivain français, connu à la fois pour ses travaux dans l'aéronautique et pour ses recherches sur la transmission des évangiles.

## Carrière
Pierre Perrier a été responsable de recherche et d'études avancées dans l'industrie aéronautique. Le 9 avril 1990, il est élu membre correspondant de l'Académie des sciences. Il a été délégué général de l'Académie des technologies de 2001 à 2004. Il est spécialiste de la mécanique des fluides numérique.
Il fait partie du groupe d'initiative créé en février 2005 « Calcul scientifique ».

## Travaux

### Évangiles et traditions orales
Pierre Perrier a publié de nombreux ouvrages sur l'oralité dans les évangiles. Ses livres essaient de montrer l'importance de l'étude des traditions orales dans l'Église judéo-chrétienne naissante pour mieux comprendre comment ont été transmis les évangiles dans les premières années de l'Église. Ses recherches s'inscrivent dans la lignée des travaux effectués par le jésuite Marcel Jousse, le cardinal Tisserant, le cardinal Jean Daniélou... Son approche puise aux sources des traditions méconnues des Églises orientales, en particulier de l'Église catholique chaldéenne.

### Thomas en Chine
En 2008, Pierre Perrier, associé à des chercheurs chinois, publie une théorie selon laquelle, en 64, Thomas serait parti par bateau pour la Chine, appelé par l'empereur Mingdi. Le premier contact aurait eu lieu entre Thomas et le prince Ying, un parent de l'empereur, dans une vallée située dans l'actuel Kirghizistan, région où l'on parlait l'araméen à l'époque. Selon les sources chinoises, le prince Ying était allé dans cette région pour acheter des chevaux nécessaires à la garde de l'empereur qu'il dirigeait. Arrivé en Chine, Thomas aurait fondé plusieurs églises, dans le port de Lianyungang ainsi qu'à Luoyang, la capitale. 
La falaise sculptée de Kong Wang Shan à Lianyungang, contemporaine de sa prédication (c. fin 60 début 70) comporte 105 personnages sur 15 mètres de long et permet de reconstituer les circonstances de sa prédication. Pierre Perrier et son équipe se fondent aussi sur une littérature chinoise qu'il qualifie d'abondante. Il identifie plus d'une vingtaine de signes judéo-chrétiens dans la fresque et souligne qu'il n'y a aucun symbole que l'on peut rattacher à la vision romaine, mais que les représentations renvoient à la société parthe. Thomas serait ensuite reparti dans le sud de l'Inde. 
Pierre Perrier souligne qu'à l'exception de cette prédication en Chine où Thomas a bénéficié de l'aide d'un traducteur qui s'était converti, la carte de la prédication chrétienne au Ier siècle en Asie correspond aux régions où l'on parlait araméen. Il estime que le centre de l'organisation de cette prédication se trouvait dans la région de Ninive. Ce travail récent reste toutefois à évaluer de façon critique. Ainsi, Daniel H Bays indique qu'il faut rester extrêmement prudent par rapport à cette thèse jusqu'à ce que des chercheurs traditionnels s'impliquent dans cette question, car la preuve décisive avancée par Pierre Perrier « ne semble pas claire du tout ».

### Créationnisme
En 2009, Pierre Perrier rédige la préface de la traduction française de La Boîte noire de Darwin, ouvrage américain qui défend la théorie du dessein intelligent.

## Publications
- Pierre Perrier, Karozoutha : de la Bonne Nouvelle en araméen et évangiles gréco-latins, Désiris, 1996 (ISBN 978-2-907653-21-3)
- Pierre Perrier, Mshamshana : histoire et anthropologie du lévite au diacre d'aujourd'hui, Désiris, coll. « Cahiers d'anthropologie Biblique », 1997, 217 p. (ISBN 978-2-907653-03-9)
- Pierre Perrier, Sciences des cœurs et de la nature : lettres à un ami sur le retour à une science éclairée par la foi, Désiris, 1997 (ISBN 978-2-907653-43-5)
- Pierre Perrier, Évangiles de l'oral à l'écrit, Fayard - Sarment, 2000 (ISBN 978-2866792961)
- Pierre Perrier, Les Colliers Évangéliques, Sarment Éditions du Jubilé, 2003 (ISBN 978-2-86679-358-6)
- Pierre Perrier, La Transmission des évangiles, Sarment Éditions du Jubilé, 2006 (ISBN 978-2-86679-422-4)
- Michael Behe (trad. de l'anglais par Gilbert Thill et Alessia Weil, préf. Pierre Perrier), La Boîte Noire de Darwin : L'Intelligent Design [« Darwin's Black Box »], Paris, Presses de la Renaissance, 2009, 446 p. (ISBN 978-2-7509-0432-6)
- Pierre Perrier et Xavier Walter, Thomas fonde l’Église en Chine (65-68 après Jésus-Christ), Paris, Sarment Éditions du Jubilé, 2008, 318 p. (ISBN 978-2-86679-482-8)
- Pierre Perrier, L'Apôtre Thomas et le Prince Ying (Kong Wang Shan) : L'Évangélisation de la Chine de 64 à 87, Sarment Éditions du Jubilé, 2012, 131 p. (ISBN 978-2-86679-548-1)
- Pierre Perrier, L'Évangile de la Miséricorde : avec les chrétiens d'Orient, Garches, L'Évangile au cœur, 2015, 495 p. (ISBN 978-2-9554712-0-3)
- Pierre Perrier, Marie, mère de mémoire, Montrouge, Sarment Éditions du Jubilé, 2019, 334 p. (ISBN 978-2-86679-589-4)
- Pierre Perrier, Les Jeunes, l'emploi et la technologie, Montrouge, Guibert, 2007, 334 p. (ISBN 978-2-86679-589-4)